# Évriguet
Évriguet är en kommun i departementet Morbihan i regionen Bretagne i nordvästra Frankrike. Kommunen ligger i kantonen La Trinité-Porhoët som tillhör arrondissementet Vannes. År 2022 hade Évriguet 210 invånare.

## Befolkningsutveckling
Antalet invånare i kommunen Évriguet
| Referens: INSEE |